# تفاضل متقارن

نمودار ون
تفاضل متقارن
اجتماع بدون اشتراک:

در ریاضیات،تفاضل متقارن دو مجموعه، مجموعه‌ای از اعضای آنهاست به گونه‌ای که آن اعضا در یکی از دو مجموعه هست و در اشتراک آن دو وجود ندارد.
تفاضل متقارن دو مجموعهٔ A و B، معمولاً به صورت‌های زیر نمایش داده می‌شود:
{\displaystyle A\,\triangle \,B\,}
یا
{\displaystyle A\ominus B.}
یا
{\displaystyle A\oplus B.}
برای مثال، تفاضل متقارن دو مجموعهٔ {\displaystyle \{1,2,3\}}و {\displaystyle \{3,4\}} می‌شود: {\displaystyle \{1,2,4\}}.
تفاضل متقارن مجموعهٔ تمام دانش آموزان و مجموعهٔ خانم‌ها، تمام دانش آموزان مرد و تمام خانم‌هایی که دانش آموز نیستند را شامل می‌شود.
مجموعه توانی هر مجموعه با عملگر تفاضل متقارن، یک گروه آبلی را تشکیل می‌دهد؛ که مجموعه تهی عضو خنثی گروه و هر عضوی از این گروه، معکوس خودش است.
مجموعه توانی هر مجموعه‌ای، با تفاضل متقارن یک حلقه بولی می‌شود، به علاوه، در این حلقه، اشتراک، به عنوان ضرب حلقه به حساب می‌آید.

## خصوصیات
تفاضل متقارن برابر است با اجتماع دو مکمل نسبی(به انگلیسی: relative complement)، یعنی:
{\displaystyle A\,\triangle \,B=(A\smallsetminus B)\cup (B\smallsetminus A),\,}
و همچنین آن را می‌توان به شکل اجتماع دو مجموعه، منهای، اشتراک آن دو نشان داد:
{\displaystyle A\,\triangle \,B=(A\cup B)\smallsetminus (A\cap B),}
یا با عملوند XOR:
{\displaystyle A\,\triangle \,B=\{x:(x\in A)\oplus (x\in B)\}.}
به طور خاص، {\displaystyle A\triangle B\subseteq A\cup B}.
تفاضل متقارن دارای خاصیت شرکت پذیری و جا به جایی است:
{\displaystyle A\,\triangle \,B=B\,\triangle \,A,\,}
{\displaystyle (A\,\triangle \,B)\,\triangle \,C=A\,\triangle \,(B\,\triangle \,C).\,}

نمودار ون

بنابراین، تکرار تفاضل متقارن روی چند مجموعه، یک مجموعه از اعضایی است که، در تعداد فردی از مجموعه‌ها آمده‌اند.
تفاضل متقارن از دو تفاضل متقارن تکراری، یک تفاضل متقارن تکراری از به هم پیوستن دو چندمجموعه‌ای است، که برای هر مجموعه دوتایی، هردو می‌توانند جابه جا شوند.
{\displaystyle (A\,\triangle \,B)\,\triangle \,(B\,\triangle \,C)=A\,\triangle \,C.\,}
این اشاره دارد به نوعی نامساوی مثلثی:اجتماع تفاضل متقارن A و B، و تفاضل متقارن B و C، شامل تفاضل متقارن A و C می‌شود. (البته در نظر داشته باشید که برای قطر(به انگلیسی: diameter)تفاضل متقارن، قضیه نامساوی مثلث لزوماً برقرار نیست)
مجموعه تهی عضو خنثی است، و هر مجموعه‌ای وارون خودش است:
{\displaystyle A\,\triangle \,\varnothing =A,\,}
{\displaystyle A\,\triangle \,A=\varnothing .\,}
روی هم رفته، مشاهده می‌شود که مجموعه توانی هر مجموعه X یک گروه آبلی می‌شود اگر از تفاضل متقارن به عنوان عملگر استفاده شود.
چون هر عضوی در این گروه وارون خودش است، در حقیقت این یک فضای برداری (خطی) روی میدان با دو عضو Z2 است. اگر X متناهی باشد، پس یک مجموعه یکتا تک عضوی پایهٔ این فضای برداری را تشکیل می‌دهد، و در نتیجهبُعد آن برابر است با تعداد اعضای X. این ساختار در تئوری گراف برای تعریف فضای چرخشی(به انگلیسی: cycle space)گراف استفاده می‌شود.
خاصیت پخشی اشتراک در تفاصل متقارن:
{\displaystyle A\cap (B\,\triangle \,C)=(A\cap B)\,\triangle \,(A\cap C),}
و این نشان می‌دهد که، مجموعه توانی هر مجموعه‌ای، با تفاضل متقارن یک حلقه بولی می‌شود، به علاوه، در این حلقه، اشتراک، به عنوان ضرب حلقه به حساب می‌آید. این یک نمونه بارز از حلقه بولی است.
سایر ویژگی‌های تفاضل متقارن:
- {\displaystyle A\triangle B=A^{c}\triangle B^{c}}، اگر به ترتیب {\displaystyle A^{c}}،{\displaystyle B^{c}}برابر باشند با مکمل {\displaystyle A}، مکمل{\displaystyle B}.
- {\displaystyle \left(\bigcup _{\alpha \in {\mathcal {I}}}A_{\alpha }\right)\triangle \left(\bigcup _{\alpha \in {\mathcal {I}}}B_{\alpha }\right)\subseteq \bigcup _{\alpha \in {\mathcal {I}}}\left(A_{\alpha }\triangle B_{\alpha }\right)}، که {\displaystyle {\mathcal {I}}} برابر است با یک مجموعه دلخواه ناتهی.
- اگر {\displaystyle f:S\rightarrow T} تابعی باشد و {\displaystyle A,B\subseteq T} مجموعه‌هایی از هم دامنه ی f باشند، آنگاه داریم: {\displaystyle f^{-1}\left(A\Delta B\right)=f^{-1}\left(A\right)\Delta f^{-1}\left(B\right)}.

تفاضل متقارن را در جبر بولی، می توان این گونه تعریف کرد:
{\displaystyle x\,\triangle \,y=(x\lor y)\land \lnot (x\land y)=(x\land \lnot y)\lor (y\land \lnot x)=x\oplus y.}
ویژگی‌های این عمل، مانند تفاضل متقارن مجموعه‌ها است.

## تفاضل متقارن nتایی
طبق موارد گفته شده، تفاضل متقارن چندمجموعه شامل اعضایی است که در تعداد فردی از مجموعه‌ها آمده باشند.
{\displaystyle \triangle M=\left\{a\in \bigcup M:|\{A\in M:a\in A\}|{\mbox{ is odd}}\right\}}.
بدیهی است که، این تنها زمانی تعریف خوبی است که هر عضوی از اجتماع {\displaystyle \bigcup M} توسط تعداد محدودی از اعضای M شرکت کرده باشند.
فرض کنید {\displaystyle M=\{M_{1},M_{2},\ldots ,M_{n}\}} یک چندمجموعه‌ای است که {\displaystyle n\geq 2}. آن گاه فرمولی برای {\displaystyle |\triangle M|} وجود دارد، که تعداد اعضا در {\displaystyle \triangle M}، تنها بر حسب اشتراک اعضای M داده شده است.
{\displaystyle |\triangle M|=\sum _{l=1}^{n}(-2)^{l-1}\sum _{i_{1}\neq i_{2}\neq \ldots \neq i_{l}}|M_{i_{1}}\cap M_{i_{2}}\cap \ldots \cap M_{i_{l}}|}،
که در نظرگرفتنِ {\displaystyle i_{1}\neq i_{2}\neq \ldots \neq i_{l}} n، دلالت می‌کند بر این که {\displaystyle \{i_{1},i_{2},\ldots ,i_{l}\}} زیر مجموعه‌ای از اعضای متمایز{\displaystyle \{1,2,\ldots ,n\}} است، از آن وجود دارد {\displaystyle {\binom {n}{1}}}.

## تفاضل متقارن در فضای اندازه
مادامی که مفهوم «اندازه» مجموعه وجود دارد، تفاضل متقارن بین دو مجموعه می‌تواند به عنوان مقیاس «مسافت» بین آن دو در نظر گرفته شود. رسمی‌تر اینکه، اگر اندازه μ یک سیگما متناهی در جبر سیگماتعریف شود، تابع
{\displaystyle d(X,Y)=\mu (X\,\triangle \,Y)}
در Σ شبه متریک است.d متریک می‌شود اگر Σ پیمانه رابطه هم‌ارزی در نظر گرفته شود،X ~ Y اگر و فقط اگر {\displaystyle \mu (X\,\triangle \,Y)=0}. در نتیجه فضای متریک تفکیک‌پذیر است اگر و فقط اگر (L2(μ تفکیک‌پذیر باشد.
در نظر بگیرید {\displaystyle S=\left(\Omega ,{\mathcal {A}},\mu \right)} چند فضای اندازه باشد و {\displaystyle F,G\in {\mathcal {A}}} و {\displaystyle {\mathcal {D}},{\mathcal {E}}\subseteq {\mathcal {A}}}.
تفاضل متقارن اندازه پذیر است:{\displaystyle F\triangle G\in {\mathcal {A}}}.
می‌نویسیم:{\displaystyle F=G\left[{\mathcal {A}},\mu \right]}اگر و فقط اگر {\displaystyle \mu \left(F\triangle G\right)=0}. رابطهٔ "{\displaystyle =\left[{\mathcal {A}},\mu \right]}" روی مجموعه‌های {\displaystyle {\mathcal {A}}} اندازه پذیر، هم‌ارزی است.
می‌نویسیم {\displaystyle {\mathcal {D}}\subseteq {\mathcal {E}}\left[{\mathcal {A}},\mu \right]} اگر و فقط اگر به هر {\displaystyle D\in {\mathcal {D}}} وجود دارد {\displaystyle E\in {\mathcal {E}}} مانند {\displaystyle D=E\left[{\mathcal {A}},\mu \right]}. رابطه "{\displaystyle \subseteq \left[{\mathcal {A}},\mu \right]}" یک ترتیب جزئی روی خانوادهٔ زیرمجموعه‌های A است.
می‌نویسیم:{\displaystyle {\mathcal {D}}={\mathcal {E}}\left[{\mathcal {A}},\mu \right]} اگر و فقط اگر {\displaystyle {\mathcal {D}}\subseteq {\mathcal {E}}\left[{\mathcal {A}},\mu \right]} و{\displaystyle {\mathcal {E}}\subseteq {\mathcal {D}}\left[{\mathcal {A}},\mu \right]}. رابطهٔ "{\displaystyle =\left[{\mathcal {A}},\mu \right]}" رابطهٔ هم‌ارزی بین زیرمجموعه‌های {\displaystyle {\mathcal {A}}} است.
«بستار متقارن» (به انگلیسی: symmetric closure)از {\displaystyle {\mathcal {D}}}، مجموعه‌ای از همهٔ مجموعه‌های {\displaystyle {\mathcal {A}}} اندازه پذیر است که {\displaystyle =\left[{\mathcal {A}},\mu \right]} هستند به برخی {\displaystyle D\in {\mathcal {D}}}.
بستار متقارن از {\displaystyle {\mathcal {D}}}، {\displaystyle {\mathcal {D}}} را دربردارد. اگر {\displaystyle {\mathcal {D}}} تابع جبر سیگما از {\displaystyle {\mathcal {A}}} باشد، بنابراین بستار متقارن از {\displaystyle {\mathcal {D}}} است.
{\displaystyle F=G\left[{\mathcal {A}},\mu \right]} اگر و فقط اگر {\displaystyle \left|\mathbf {1} _{F}-\mathbf {1} _{G}\right|=0} {\displaystyle \left[{\mathcal {A}},\mu \right]}-a.e.